# بحيرة اللاجون الأحمر
بحيرة اللاجون الأحمر أو بحيرة لاجونا كولورادا (بالإنجليزية: Laguna Colorada)‏ وهي عبارة عن بحيرة مياه ضحلة تقع في بوليفيا ,على مقربة من الحدود مع شيلي.
تبرز في البحيرة الصخور الكرستالية (الملحية ) ذات اللون الأبيض وتختلط بتجانس مع لون المياه الأحمر ,حيث تحتوي المياه على طحالب و رواسب تمنحها هذا اللون

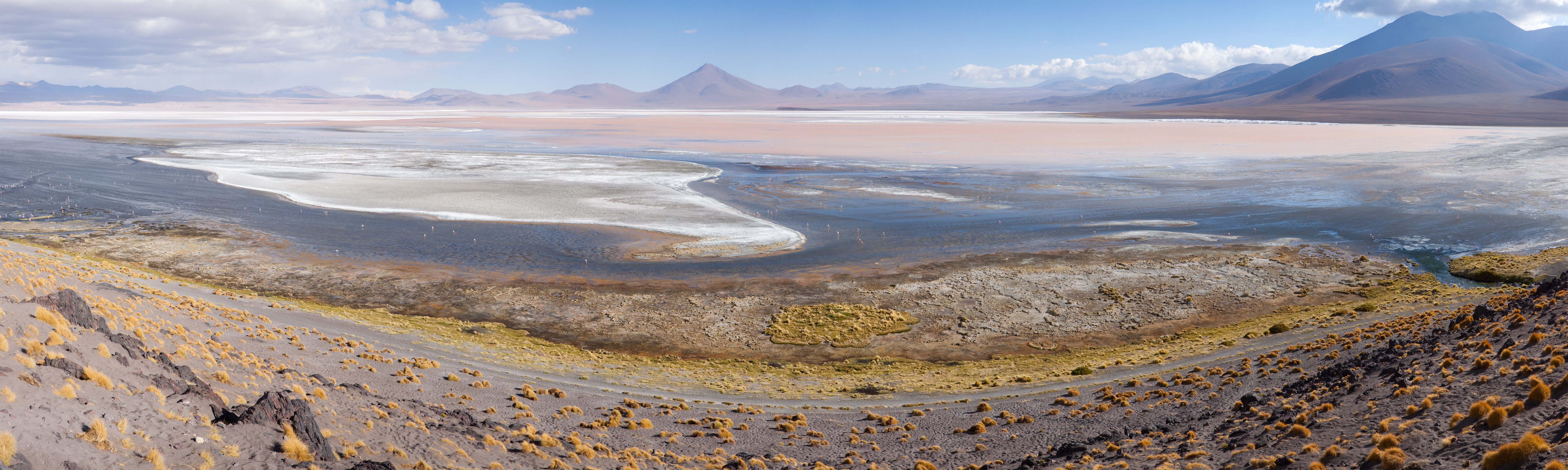